# 850. grenadirski polk (Wehrmacht)
850. grenadirski polk (izvirno nemško 850. Grenadier-Regiment; kratica 850. GR) je bil pehotni polk Heera v času druge svetovne vojne.

## Zgodovina
Polk je bil ustanovljen 1. marca 1943 pri Cherbourgu za potrebe 282. pehotne divizije.
Polk je bil avgusta 1944 uničen v južni Ukrajini.